# Alessandro Di Bucchianico
Alessandro Di Bucchianico (Heemskerk, 17 maart 1963 – 8 juli 2024) was een Nederlandse wiskundige en schaker. Hij was Nederlands kampioen correspondentieschaak in 1987, en had een FIDE-rating van 2057 in 2017. 

## Levensloop
Di Bucchianico, zoon van P. di Bucchianico en H. Frank, die een jaar eerder in IJmuiden waren getrouwd, groeide op in Heemskerk, waar hij op jonge leeftijd begon met schaken. Zo nam hij in 1975 deel aan het Noord-Hollands kampioenschap, en ging schaken bij de Beverwijkse schaakclub Weenink. Met het schoolschaakteam van het toenmalige Berlingh College uit Beverwijk werd hij in 1979 Nederlands schoolschaakkampioen voor VWO. In 1983 won hij het Chrysantentoernooi in Heerhugowaard, en in 1987 werd hij ICCF kampioen correspondentieschaak van Nederland. 
Di Bucchianico studeerde wiskunde aan de Universiteit van Amsterdam, en promoveerde in de wiskunde aan de Universiteit van Groningen. In Groningen was hij ook jeugdschaaktrainer van de Groninger schaakbond NOSBO. Later vertrok hij naar Eindhoven, waar hij werkzaam was als docent aan de Technische Universiteit Eindhoven op de gebieden statistiek en kansrekening. Ook was hij een schaakdocent van de KNSB. Hij was actief bij de Eindhovense Schaakvereniging, en gaf schaaklessen op "De Gentiaan", een school in Veldhoven.
Hij overleed na een kort ziekbed op 61-jarige leeftijd.